# Arroyo La Plata
Der Arroyo La Plata ist ein Fluss in Uruguay.
Er entspringt im Departamento Lavalleja am Cerro A Pico nordwestlich der Quelle des Arroyo Minas Viejas in der Cuchilla Grande südlich von Minas und westlich der dort verlaufenden Ruta 60. Von dort verläuft er in nördliche Richtung und durchfließt den westlichen Teil der Stadt Minas. Am nordwestlichen Stadtrand mündet er schließlich in den Arroyo San Francisco